# Christoph Niemann (Musiker)

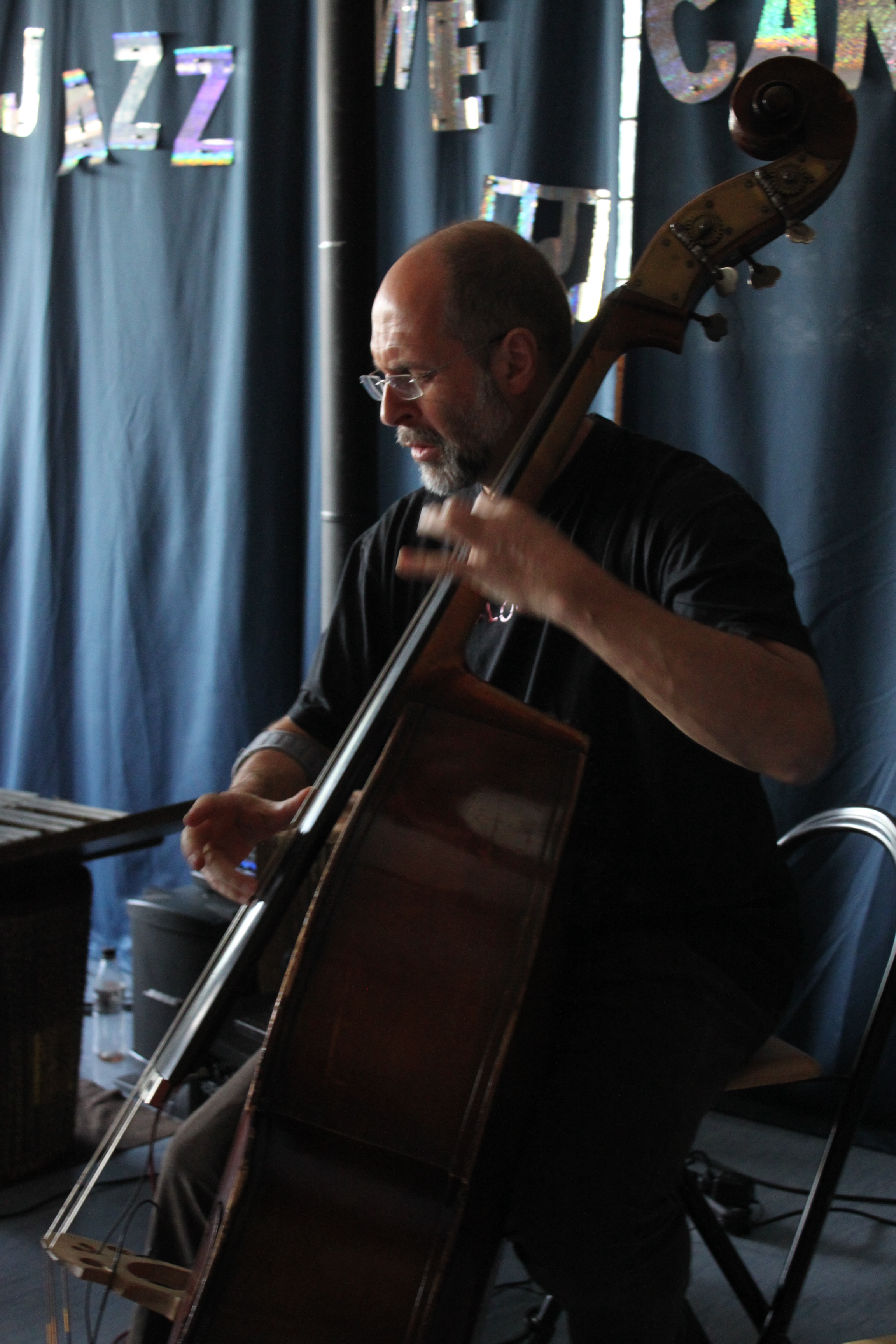
Christoph Niemann bei einem Konzert im Jazz We Can in Bad Marienberg

Christoph Niemann (* 6. Februar 1953 in Königs Wusterhausen) ist ein deutscher Kontrabassist im Bereich des Jazz und der klassischen Musik sowie Arrangeur und Komponist.

## Leben und Wirken
Christoph Niemann studierte Kontrabass in den Jahren 1975–77 an der Hochschule für Musik „Hanns Eisler“ Berlin sowie nach seiner Übersiedlung 1977 nach West-Berlin von 1978 bis 1980 an der Hochschule der Künste Berlin. Er wirkte als Komponist, Arrangeur und Interpret in verschiedenen Kammermusikensembles und Jazzgruppen mit, u. a. in der Formation Exis (1971–73) mit Conny Bauer, von 1974 bis Anfang 1977 in der Jazzgruppe FEZ mit Hannes Zerbe, Conny Bauer und Peter Gröning, zu hören auf dem gleichnamigen Amiga-Album (1977).
Außerdem spielte Niemann mit vielen bekannten Jazzmusikern, so in Ulrich Gumperts Workshop Band, Manfred Schulze, Andy Altenfelder, Joe Sachse, Manfred Hering, Aladár Pege, Bronisław Suchanek, Leo Wright, Wolfgang Köhler und Rolf von Nordenskjöld. Ferner begleitete er u. a. Etta Cameron, Madeline Bell, Georgie Fame, Bill Ramsey, Jocelyn B. Smith, Elly Wright, Ruth Hohmann und Pascal von Wroblewsky.
Seit 1978 ist er Mitglied, seit 1995 stellvertretender Solokontrabassist im Orchester der Deutschen Oper Berlin. Von 1980 bis 1990 spielte er im Duo Tedesco mit dem Cellisten Bernd Teichgräber, zu hören auf der LP Duo Tedesco Berlin: Musik für Violoncello und Kontrabass (1983).
Seit 1988 arbeitet er u. a. mit den Kammersolisten der Deutschen Oper Berlin. unter der Leitung von Tomasz Tomaszewski, zu hören auf der gleichnamigen CD (Marus). Ebenfalls unter Leitung von Tomaszewski spielte er im Salonorchester der Deutschen Oper Berlin, zu hören auf dem Album Wien-Berlin (2007). Mit dem Kammerensemble Classic der Deutschen Oper Berlin nahm er im Jahr 2008 zwei CDs auf: Johan Reuter: Rare Verdi und Wookyung Kim: Hugo/Schiller/Goethe (beide Michael Storrs Music).
Unter der Leitung von Rolf von Nordenskjöld spielt er in der Bigband der Deutschen Oper Berlin, als Solist zu hören auf den CDs Premiere (Mons Records 2009) und How long is now? (Mons 2010). Im Rahmen der Deutschen Oper arbeitet er auch in der Veranstaltungsreihe Jazz und Breakfast mit, zusammen mit Rüdiger Ruppert und Sebastian Krol. Seit Mitte der neunziger Jahre wirkt er an der Veranstaltungsreihe Lyrik – Jazz – Prosa mit, zunächst in der Herrmann-Anders-Band, zu hören auf der CD Jazz Lyrik Prosa II (BuschFunk), später im Mäcky-Gäbler-Quartett auf dem Album Hansgeorg Stengel-Kalauer/Doppelsalto (Eulenspiegel) und der CD Jazz Lyrik Prosa III (BuschFunk, 2004).
Gegenwärtig arbeitet er mit der Jazzformation Triologic, bestehend aus Thomas Andelfinger (Gitarre) und Rüdiger Ruppert (Schlagzeug) und Falk Breitkreuz (Saxophon), zu hören auf dem Album Seasons (Mons Records, 2010) in Quartettbesetzung mit dem Saxophonisten Steffen Weber.
Als Komponist veröffentlichte er Kompositionen für verschiedene Jazz- und Kammermusikensembles.